# Mã Đoan Lâm
Mã Đoan Lâm (giản thể: 马端临; phồn thể: 馬端臨; bính âm: Mă Duānlín, 1254-1324) là nhà sử học Trung Quốc, tác giả bộ sách Văn hiến thông khảo thời Nguyên.

## Thân thế
Mã Đoan Lâm tự là Quý Dữ, người Ngạc Bình, Nhiêu châu. Cha ông là Mã Diên Loan từng làm chức Biên tu quan ở Quốc sử viện và Hữu thừa tướng kiêm Khu mật sứ thời Tống Độ Tông.

## Cuộc đời
Do cha làm đại thần trong triều, năm 19 tuổi (1272) Mã Đoan Lâm đã được bổ nhiệm làm Thừa sự lang.
Năm 1273, do không chịu phụ thuộc vào Giả Tự Đạo, Mã Đoan Lâm rời bỏ chức vụ, theo cha về quê. Ông cùng cha ở ẩn tại quê nhà cho đến khi nhà Nam Tống mất (1279).
Nhà Nguyên diệt nhà Tống. Hàng tướng nhà Tống theo nhà Nguyên, đang giữ chức Thượng thư bộ Lại là Lưu Mộng Viêm gửi thư mời ông ra làm quan cho nhà Nguyên, nhưng ông lấy lý do phải chăm sóc cha già để từ chối.
Năm 1289, Mã Diên Loan qua đời, ông được mời ra làm Thư viện Sơn trưởng ở Từ Hồ, Kha Sơn. Sau đó ông nhận một chức quan cửu phẩm – Giáo thu nho học Lộ Đài châu. Ông nổi tiếng là người giỏi biện luận, lời lẽ trôi chảy; học trò theo học ông rất đông.
Mã Đoan Lâm mất năm 1324 đời Nguyên Thái Định Đế, thọ 71 tuổi.

## Tác phẩm
Văn hiến thông khảo là tác phẩm lớn nhất của Mã Đoan Lâm. Đây là tác phẩm mở rộng và phát triển bộ sử Thông điển của Đỗ Hựu thời nhà Đường. Công trình sử học này được ông biên soạn từ năm 1290 đời Nguyên Thế Tổ và hoàn thành vào năm 1307 đời Nguyên Thành Tông.
Văn hiến thông khảo gồm có 24 môn với 348 quyển. So với Thông điển chỉ có 19 môn, Văn hiến thông khảo nhiều hơn 5 môn và khái quát thời gian lịch sử cho tới triều đại Nam Tống.
Tác phẩm Văn hiến thông khảo được triều đình nhà Nguyên trọng thị, nhưng giới sử học cho biết không có tư liệu nào ghi chép việc tác giả Mã Đoan Lâm vì vậy mà được cất nhắc lên địa vị cao hơn.
Ngoài Văn hiến thông khảo, Mã Đoan Lâm còn một số trước tác khác như:
- Đa thức lục 153 quyển
- Nghĩa căn thủ mặc 3 quyển
- Đại học tập truyện

Nhưng những tác phẩm này đều đã thất truyền.

## Nhận định
Mã Đoan Lâm được đánh giá là một sử gia có tư tưởng tiến bộ. Ông đã phát triển thể loại tân sử do Đỗ Hựu sáng lập, phát triển việc lấy sự kiện lịch sử để ghi chép lịch sử theo thể loại điển chí; đồng thời phát triển thêm một bước phương pháp tổng hợp và phân loại tư liệu của sử gia Trịnh Tiêu.